# Леонгард, Вольфганг
Во́льфганг (Владимир) Леонга́рд (нем. Wolfgang (Wladimir) Leonhard; 16 апреля 1921, Вена — 17 августа 2014, Даун, Рейнланд-Пфальц) — немецкий политик, историк, писатель и публицист. Один из ведущих экспертов по Советскому Союзу и сталинизму.
Автор многочисленных исторических публикаций. Самыми известными из них являются автобиографический роман «Революция отвергает своих детей», в котором Леонгард описал свои впечатления и переживания за время десятилетнего пребывания в Советском Союзе и нескольких лет работы в Советской зоне оккупации Германии и свою трансформацию из восторженного коммуниста в убежденного критика сталинизма, а также книга «Шок от пакта между Гитлером и Сталиным» — сборник воспоминаний о событиях, предшествовавших началу Второй мировой войны.

## Биография
Вольфганг Леонгард — сын поэта и драматурга Рудольфа Леонгарда и его супруги Сюзанны, публицистки и близкой подруги Карла Либкнехта и Розы Люксембург. Первый супруг Сюзанны официально признал своё отцовство, несмотря на то, что к моменту рождения Вольфганга их брак уже распался и Сюзанна Леонгард уже оформила новый брак с послом Советской России в Австрии Мечиславом Бронским, соратником Ленина. Вольфганг Леонгард виделся с отцом всего один раз в жизни — в сентябре 1947 года, когда Рудольф Леонгард приезжал на несколько дней из Парижа в Берлин.
В 1931 году Сюзанна Леонгард с сыном поселилась в колонии левых деятелей искусства на Лаубенхаймер-плац в берлинском Вильмерсдорфе. Среди проживавших в колонии были Иоганнес Р. Бехер, Эрнст Блох, Эрнст Буш, Эрих Вайнерт, Аксель Эггебрехт, Альфред Канторович, Густав Реглер, Артур Кёстлер и Манес Шпербер. Вольфганг учился в школе имени Карла Маркса в Нойкёльне и вступил в организацию юных пионеров при КПГ. После прихода к власти национал-социалистов мать отправила Вольфганга в интернат в Швецию. В 1935 году Вольфганг с матерью эмигрировал через Швецию и Финляндию в СССР.
В Москве, где его по-русски называли Володей, Леонгард учился в немецкой школе имени К. Либкнехта и проживал в детском доме для детей шуцбундовцев. Мать Вольфганга вскоре была арестована по обвинению в контрреволюционной троцкистской деятельности и отправлена в исправительно-трудовой лагерь в Воркуту. Вольфганг долгое время не знал об аресте матери. После закрытия немецкой школы Вольфганг окончил обычную советскую школу и поступил в Московский институт иностранных языков. В 1941 году с началом Великой Отечественной войны был фактически принудительно эвакуирован в Казахстан, в Карагандинскую область, благодаря содействию немецких политэмигрантов устроился в Караганде, где некоторое время обучался в учительском институте и работал в МОПРе. В 1942 году был вызван в Уфу и приступил к обучению в школе Коминтерна в Кушнаренкове. Летом 1943 года вернулся в Москву и работал в редакции газеты и на радиостанции Немецкого комитета «Свободная Германия».
В конце апреля 1945 года в составе первой группы Ульбрихта вернулся в Германию и занимался формированием органов местного немецкого самоуправления в Берлине, затем работал в отделе пропаганды ЦК КПГ, активно участвовал в процессе восстановления политических партий в Советской зоне оккупации Германии и последующем объединении КПГ и СДПГ, занимался подготовкой партийных учебных пособий и преподавал на историческом факультете Высшей партийной школы имени Карла Маркса. После разрыва отношений между Югославией и другими странами народной демократии в Восточной Европе Леонгард, сомневавшийся в сталинистском подходе к построению социализма в Германии и симпатизировавший югославским коммунистам, в марте 1949 года нелегально перешёл границу с Чехословакией и бежал в Югославию. В Белграде некоторое время работал в немецкой редакции Белградского радио и в 1950 году переехал в ФРГ.
В ФРГ Вольфганг Леонгард в 1951 году основал вместе с Иозефом Шаппе, Георгом Фишером и другими Независимую рабочую партию Германии, социалистическую партию на антифашистских и антисталинистских, титоистских позициях. Финансовую помощь группе оказывала югославская компартия. В ФРГ Леонгард первые годы работал в издательстве Kiepenheuer & Witsch и в свободное время писал книгу о своей политической карьере начиная от Москвы в 1935 году до бегства из Советской зоны оккупации Германии в 1949 году. Эти воспоминания вышли под названием «Революция отвергает своих детей» в 1955 году, став самой известной книгой Леонгарда. В своей книге «Моя история ГДР» (2007) Леонгард называет себя первым пражским беглецом из ГДР, поскольку в 1949 году он бежал в Югославию через Прагу.
Благодаря популярности своей книги Леонгард получил приглашение в качестве лектора в Оксфордский университет. Занимался исследовательской деятельностью в Колумбийском университете в 1964 году. В 1966—1987 годах преподавал в летнем семестре на историческом факультете Йельского университета историю СССР и мирового коммунистического движения.
В ФРГ Леонгард являлся признанным экспертом по Восточной Европе, комментировал события в СССР и занимался публицистической деятельностью. Многочисленные выступления на телевидении обеспечили Леонгарду известность в широких кругах общественности. С июля 1987 года Леонгард регулярно бывал в СССР, России и странах СНГ. Семь раз выступал наблюдателем ОБСЕ на выборах в России, Белоруссии и Украине.
С 1964 года Вольфганг Леонгард проживал в Мандершайде. Был дважды женат, в первом браке с итальянкой Ивонной Сагреллой ди Фини 1 октября 1964 года родился сын Марк, стал юристом, проживает в Берлине. Во втором браке с 1974 года состоял с психологом, публицисткой Эльке Леонгард (р. 1949), депутатом бундестага от СДПГ в 1990—2005 годах.
Леонгард жил в окружении более 6000 книг, в его библиотеке было также полное собрание всех выпусков газеты «Правда». Для размещения этой библиотеки Леонгарды приобрели в Мандершайде соседний с ними дом.
Леонгард умер после продолжительной тяжёлой болезни в больнице в городе Дауне. Похоронен на кладбище Мандершайда.

## Сочинения
- Революция отвергает своих детей = Die Revolution entläßt ihre Kinder. — Лондон: OPI. 1984. — 595 с. ISBN 0-903868-66-0
- Шок от пакта между Гитлером и Сталиным = Der Schock des Hitler-Stalin-Paktes. — Лондон: OPI. 1989.
- Леонхард В. Накануне новой революции? Будущее советского коммунизма = Am Vorabend einer neuen Revolution. Die Zukunft des Sowjetkommunismus. — М.: Прогресс, 1976. — 381 с. — Рассылается по спец. списку
- Леонхард В. Еврокоммунизм. Вызов Востоку и Западу = Eurokommunismus. Herausforderung für Ost und West. — М.: Прогресс, 1979. — 402 с. — Рассылается по спец. списку
- Леонхард В. Сумерки в Кремле. Какой должна быть новая восточная политика = Dämmerung im Kreml. Herausforderung für Ost und West. — М.: Прогресс, 1985. — Рассылается по спец. списку